# Liriomyza euphorbiae
Liriomyza euphorbiae este o specie de muște din genul Liriomyza, familia Agromyzidae, descrisă de Martinez și Sobhian în anul 1999.
Este endemică în Turcia. Conform Catalogue of Life specia Liriomyza euphorbiae nu are subspecii cunoscute.